# 邊 (圖論)

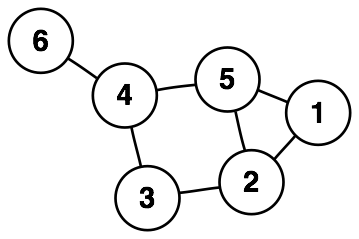
一個有七條邊的圖結構

在圖論中，邊（edges）是圖的基本單元之一，其與點共同組成了圖。一般的情況下，邊通常是連接兩個點的圖論元素，而在部分的情況下會只連接1個點（如非簡單圖）或連接3個或更多個點（如超圖），因此邊通常可以被定義為將點相連的元素，而被邊連接的點稱為端點。

## 分類
邊依照連接的點數量可以分為三類，其中一種稱為簡單邊，即這些邊連接2個相異的點。簡單圖的每一個邊皆為簡單邊。另一種為超邊（hyperedges），即這些邊連接3個或更多個點，通常出現於超圖中，其也可以依照其連接的邊數稱為多元邊，例如連接三個點的邊可稱為三元邊。另一類為只連接1個點的邊，或連接的兩點是相同點的邊，這種邊通常稱為自環。
而根據圖的有向性，邊又可以分成兩種，有向邊和無向邊。

### 簡單邊
在圖論中，簡單邊是指連接2個相異點的邊。簡單圖的每一個邊皆為簡單邊。更正式地，簡單邊可以定義為，有一個圖{\displaystyle G}是一個二元組{\displaystyle G=(V,E)}，其中{\displaystyle V}是點集、{\displaystyle E}是邊集，並且滿足{\displaystyle E\subseteq \left\{\left\{x,y\right\}:(x,y)\in V^{2},x\neq y\right\}}，由所有無序點對構成（換句話說，邊連接了兩相異點），而這個連接了此兩個相異點的邊則稱為簡單邊。

### 超邊
在圖論中，超邊又稱超連結（hyperlinks）、接口或連接（connectors）
是指連接任意數量點的邊，其連接的點數量不一定為2個，可能是3個或更多。更正式地，超邊可以定義為，有一個超圖{\displaystyle H}是一個二元組{\displaystyle H=(X,E)}，其中{\displaystyle X}是點集、{\displaystyle E}是邊集，且邊集是{\displaystyle {\mathcal {P}}(X)\setminus \{\emptyset \}}的子集、{\displaystyle {\mathcal {P}}(X)}是{\displaystyle X}的冪集，而{\displaystyle {\mathcal {P}}(X)\setminus \{\emptyset \}}中的邊稱為超邊。
在不同領域中，超邊有許多不同的名稱，例如，在計算幾何學中，超邊又可以被稱為範圍（ranges）、在合作博弈論中，超邊又可稱為簡單博弈（simple games）。

### 自环

擁有自環的圖。

在图论中，自环（Loop）是一条頂點与自身连接的边。而花束圖中所有的邊皆為自环。

### 無向邊
若一個邊不具有方向性，則稱該邊為無向邊，其可以視為2個點的集合，或只有2個點的超邊。無向邊也可以在有向圖中存在，即雙向連結都存在的邊，例如有兩點A和B，若同時存在A到B的邊和B到A的邊，則這條邊在這個有向圖中可以稱為一個無向邊。

### 有向邊
在图论中，有向邊又稱弧或箭。若一個邊具有方向性，則稱該邊為有向邊。有向邊通常會包含一個起點與終點。
有向邊也可以推廣到超圖中，其中一種對於有向超邊的定義為，有向超邊可以被定義為一個有序對(T,H)，其中T代表終點集、H代表起點集，H與T是兩不相交的集合。

## 與幾何學的關聯
在圖論中的邊與幾何學的邊不同，圖論中的邊是指連接點的抽象物件，不同於多邊形、多面體等幾何圖形的邊，幾何圖形的邊通常具有具體的線段或曲線，而圖論中的邊僅表達了哪些頂點要相連，哪些不用。

## 外部連結
- 埃里克·韦斯坦因. . MathWorld.